# Museu do Design e da Moda
O Museu do Design e da Moda ou Mude - encontra-se actualmente na Rua Augusta nº24, no antigo edifício do BNU.
Considerada uma das mais importantes colecções de design e de moda a nível internacional, foi adquirida, em 2002, pela Câmara Municipal de Lisboa. Composta por cerca de mil objectos de mobiliário e utilitários de design, conta ainda com 1200 peças de alta costura representativos dos momentos artísticos mais marcantes do século XX.